# Sprint Corporation
Sprint Corporation (wcześniej Sprint Nextel Corporation) – byłe amerykańskie przedsiębiorstwo telekomunikacyjne specjalizujące się w komunikacji bezprzewodowej, powstałe w 2005 roku z połączenia dwóch operatorów telefonii komórkowej – Sprinta i Nextela. W 2020 r. zostało przejęte przez T-Mobile US.

## Sprint
Historia przedsiębiorstwa zaczęła się w 1899 roku od założenia przez Cleysona Leroya Browna „Brown Telephone Company” w Abilene, niewielkiej miejscowości w Kansas. Spółka była niewielkim operatorem telefonii stacjonarnej konkurującym z Bell System.
W 1938 roku, po wyjściu z bankructwa, spółka zmieniła nazwę na United Utilities. Rozwijała się prędko dzięki akwizycjom, by w 1972 roku przyjąć nazwę United Telecommunication. W 1991 r. przyjęła nazwę Sprint, a w 1995 weszła na rynek telefonii komórkowej.

## Nextel
Przedsiębiorstwo powstało w 1987 r. jako Fleet Call, z siedzibą w miejscowości Reston w stanie Wirginia, oferując początkowo dwukierunkową usługę radiową. W latach 80. i 90. przedsiębiorstwo nabyło znaczną liczbę operatorów SMR (Specialized Mobile Radio), tworząc z nich system ogólnokrajowy. W 1996 wprowadziło technikę Motorola iDEN i połączyło przekaz radiowy, komórkowy, wiadomości tekstowe i przesyłanie danych w system Direct Connect – zawsze czynny system połączeń podobny do walkie-talkie. Już jako Nextel Communications przedsiębiorstwo było jednym z pierwszych operatorów komórkowych, który wprowadził ogólnokrajowy mechanizm opłat bez roamingu.
W grudniu 2004 r. ogłoszono plan połączenia konkurentów: Nextela i Sprinta. Spółki sfinalizowały połączenie w sierpniu 2005, tworząc Sprint Nextel.
Połączona spółka notowana była na giełdzie New York Stock Exchange.